# Chaîne de traction
La chaîne de traction est un terme technique utilisé dans le ferroviaire pour les matériels roulants. Elle est le système qui permet d’alimenter l’ensemble des systèmes qui nécessitent de l’énergie électrique (climatisation, freins, ordinateur de bord, …) à partir d’une source d’énergie externe (ligne aérienne de contact, système APS, …) ou interne (génératrice diesel).

## Fonction
La chaîne de traction a pour rôle de capter , transformer et distribuer l’énergie électrique.
Le moyen captage est réalisé en fonction de la source (pantographe, frotteur en cas de troisième rail, …). La tension en entrée et son type peuvent varier en fonction du réseau (25 kV CA à 50 Hz, 1 500 V CC, 750 V continu, …). Il faut alors adapter la tension afin de la fournir aux équipements du matériel roulant (système de traction, climatisation, ordinateur de bord, …) qui fonctionnent généralement en 380 ou 230 V.
La transformation est adaptée à l’aide de transformateurs, hacheurs, filtres, etc.

## Source
Il existe des voies sans caténaire. Pour ce faire, on installe sur le matériel roulant un moteur thermique fonctionnant au diesel, qui est connecté mécaniquement à une génératrice. Ainsi, nous avons l’énergie électrique suffisante pour alimenter tous les systèmes du matériel roulant.
Il existe des trains, tel l’Autorail à Grande Capacité, qui peuvent rouler sur tous les types de voies (25 kV, 1 500 V ou sans caténaire avec un moteur Diesel intégré).